# روتان واری‌ازه
روتان واری‌ازه (به انگلیسی: Rutan VariEze) یک هواگرد ساختِ کارخانهٔ سکیلد کامپوزیتس در کشور ایالات متحده آمریکا است. این هواگرد برای نخستین بار در ۲۱ مه ۱۹۷۵ میلادی مورد استفاده قرار گرفت.